# Howard Thurman
Howard Washington Thurman (Daytona Beach, 18 de noviembre de 1899 - San Francisco, 10 de abril de 1981) fue un influyente escritor, filósofo, teólogo, educador y activista por los derechos civiles estadounidense. La teología de la no violencia radical de Thurman influyó decisivamente y dio forma a una generación de activistas afroamericanos, incluido Martin Luther King, Jr.
Fue decano de teología en las universidades de Howard y Boston por más de dos décadas, escribió 20 libros, y en 1944 fundó una iglesia multirracial.e interdenominacional. Estuvo en contacto con grandes personalidades mundiales como Mahatma Gandhi.

## Primeros años y educación
Pasó la mayor parte de su infancia en Daytona, Florida, donde su familia vivía en la comunidad negra de Waycross, que enfrentaba la segregación racial. Estaba profundamente influenciado por su abuela materna, Nancy Ambrose, quien había sido esclavizada en una plantación. Ella y la madre de Thurman, Alice, eran miembros de la Iglesia Bautista Mount Bethel en Waycross y eran mujeres de profunda fe cristiana. El padre de Thurman, Saul Thurman, murió de neumonía cuando Howard Thurman tenía siete años. Después de completar el octavo grado, Thurman asistió a la Academia Bautista de Florida en Jacksonville, a 160 kilómetros de Daytona.
En 1923, Howard Thurman se graduó de Morehouse College como mejor estudiante. En 1925, fue ordenado ministro de la Primera Iglesia Bautista de Roanoke (Virginia). Se graduó en Teología, también como mejor estudiante, en el Seminario Colgate Rochester (actualmente Colgate Rochester Crozer Divinity School). Después, fue pastor de la Iglesia Bautista Mount Zion en Oberlin (Ohio), de 1925 a 1928. Thurman se casó con la educadora Katie Kelley el 11 de junio de 1926. Luego prosiguió sus estudios como estudiante especial de Filosofía en Haverford College con Rufus Jones, un destacado filósofo y místico cuáquero. Thurman obtuvo su doctorado en Haverford. En 1930 falleció su esposa Katie. En 1932 se casó con la historiadora Sue Balley.

## Carrera
En 1932, Thurman fue seleccionado como primer decano en la Universidad Howard en Washington D. C.. Sirvió en este cargo y como profesor de la facultad e Teología hasta 1944.
Thurman viajó ampliamente, encabezó misiones cristianas y se reunió con figuras mundiales como Mahatma Gandhi. [6] Cuando Thurman le preguntó a Gandhi qué mensaje debería llevar de regreso a los Estados Unidos, Gandhi dijo que lamentaba no haber hecho que la no violencia fuera más visible como práctica en todo el mundo y comentó: "Puede ser a través de los negros que el mensaje no adulterado de la no violencia llegue al mundo". . ".
En 1944, Thurman dejó su puesto en Howard para ayudar a la Confraternidad de Reconciliación a establecer la Iglesia para la Confraternidad de Todos los Pueblos, en San Francisco (California). Se desempeñó como co-pastor con el ministro blanco Alfred Fisk. Muchos de sus feligreses eran afroamericanos que habían emigrado desde Oklahoma, Texas y Arkansas para trabajar en la industria de defensa. La iglesia ayudó a crear una nueva comunidad para muchos en San Francisco.
En 1953, Thurman fue invitado a la Universidad de Boston, donde se convirtió en el decano de Marsh Chapel (1953-1965). Fue el primer decano negro de una capilla en una universidad o colegio de mayoría blanca en los Estados Unidos. Fue muy activo y conocido en la comunidad de Boston, donde influyó en muchos líderes. Después de dejar la Universidad de Boston en 1965, Thurman continuó su ministerio como presidente de la junta y director de Howard Thurman Educational Trust en San Francisco, hasta su muerte en 1981.
Thurman fue un autor prolífico, que escribió veinte libros sobre teología, religión y filosofía. La más famosa de sus obras, Jesús y los desheredados (1949), influyó profundamente en Martin Luther King Jr. y en otros líderes, tanto blancos como negros, del Movimiento por los derechos civiles en Estados Unidos. Thurman había sido compañero de clase y amigo del Martin Luther King, Sr., en Morehouse College. King visitó a Thurman cuando trabajabaa a la Universidad de Boston, y Thurman, a su vez, fue el mentor del hijo de su antiguo compañero de clase y sus amigos. Se desempeñó como asesor espiritual de King, Sherwood Eddy, James Farmer, A. J. Muste y Pauli Murray. En la Universidad de Boston, Thurman también fue profesor de Reb Zalman Schachter-Shalomi, quien citó a Thurman como uno de los maestros que lo impulsaron por primera vez a explorar las tendencias místicas más allá del judaísmo.

## Obras
- The Growing Edge (1956)
- Meditations for Apostles of Sensitiveness (1948)
- Jesus and the Disinherited (1949)
- Deep is the Hunger: Meditations for Apostles of Sensitiveness (1951)
- Christmas Is the Season of Affirmation (1951)
- Deep River, Reflections on the Religious Insight of Certain of the Negro Spirituals (1955)
- Footprints of a Dream: The Story of the Church for the Fellowship of All Peoples (1959)
- The Luminous Darkness (1965)
- The Centering Moment (1969)
- The Search for Common Ground (1971)
- The Creative Encounter (1972)
- The Mood of Christmas (1973)
- A Track to the Water's Edge: The Olive Schreiner Reader (1973)
- The Growing Edge (1974)
- The Inward Journey (1975)
- Disciplines of the Spirit (1977)
- Temptations of Jesus (1978)

Libros póstumos:
- For the Inward Journey: Writings of Howard Thurman (1984)
- A Strange Freedom: The Best of Howard Thurman on Religious Experience (1998)
- Meditations of the Heart (1999)
- Howard Thurman: Essential Writings (2006)ISBN 1-570766-70-8